# Aphrodisia
Aphrodisia (altgriechisch Ἀφροδίσια, deutsch auch Aphrodisien) war im antiken Griechenland die allgemeine Bezeichnung für ein Fest zu Ehren der Göttin Aphrodite. 
Die Aphrodisia wurden nicht wie die meisten Feste von den Poleis ausgerichtet, sondern privat begangen. Im Gegensatz zu den meist staatlich begangenen Festen für andere griechische Gottheiten erhielten die Feste der Aphrodite mit wenigen Ausnahmen keinen individuellen Namen. Ausnahmen waren etwa die Hysteria oder Hybristika. Es wird angenommen, dass die Aphrodisia wenigstens in denjenigen Poleis gefeiert wurden, in denen Aphrodite einen eigenen Tempel hatte oder die in ihren Kalendern den Monatsnamen Aphrodision beziehungsweise Aphrodisios führten. In Athen, auf Ägina und in Korinth waren die Aphrodisia Feste der Hetären. Der panhellenistisch freudige und ausgelassene Charakter des Festes zeigt sich dadurch, dass zunehmend jedes private Fest zu einem freudigen Anlass als Aphrodisia bezeichnet wurde, etwa nach erfolgreichen Geschäftsabschlüssen. oder nach der Heimkehr nach langen Seefahrten.
In Athen bestand möglicherweise ein Umzug zu Ehren der Aphrodite Pandemos im Zusammenhang mit den Aphrodisia, zu dessen Gelegenheit das Heiligtum der Aphrodite mit dem Blut einer Taube rituell gereinigt wurde. Vom Demos Plotheia wurden eigene Aphrodisia veranstaltet. Die Aphrodisia auf Ägina waren als abschließendes Gelage in die dort stattfindenden Poseidonia eingebunden, in Korinth wurde das Fest von den Hetären gefeiert, während die anderen Frauen einen Komos begangen, bei dem sie Wein tranken.